# Mikstat-Pustkowie
Mikstat-Pustkowie – wieś w Polsce położona w województwie wielkopolskim, w powiecie ostrzeszowskim, w gminie Mikstat.
W latach 1975–1998 miejscowość administracyjnie należała do województwa kaliskiego.
Zobacz też: Mikstat